# نورمن فاکینگ راک‌ول (فیلم)
نورمن فاکینگ راک‌ول (انگلیسی: Norman Fucking Rockwell) یک فیلم موسیقی کوتاه از خواننده آمریکایی لانا دل ری است که در سال ۲۰۱۹ منتشر شد. این فیلم شامل سه ترانه از ترانه‌های آلبوم نورمن فاکینگ راک‌ول! دل ری است. این فیلم در ۲۰ دسامبر ۲۰۱۹ در یوتیوب منتشر شد.